# هاب سبوت
هاب سبوت (بالإنجليزية: HubSpot)‏ هو مسوق أمريكي لمنتجات البرمجيات للتسويق الداخلي والمبيعات وخدمة العملاء، تم تأسيس بواسطة برايان هاليغان ودارمش شاه في عام 2006، وهي أداة تسويقية متعددة الإمكانات، تمكّنك من جمع كل القنوات التسويقية المختلفة معًا، وتحسينها لجذب المزيد من الزيارات، وزيادة معدل التحويل، وتحسين العائد على الاستثمار، تتضمن قوالب مُحسّنة  لإنشاء صفحات الهبوط، وميزات أخرى لزيادة التفاعل ورفع معدل التحويل مثل الدردشة الحية.

## تاريخ
جرى تأسيس هاب سبوت بواسطة برايان هاليغان ودارمش شاه في معهد ماساتشوستس للتكنولوجيا (MIT) في عام 2006.
نمت عائدات الشركة من 255000 دولار في عام 2007 إلى 15.6 مليون دولار في عام 2010. في وقت لاحق من ذلك العام، استحوذت هاب سبوت على متجر تطبيقات تويتر الذي أسسته لارا فوتن. كما قدمت الشركة برنامجًا جديدًا لتخصيص مواقع الويب لكل زائر. وفقًا لـ فوربس، بدأت هاب سبوت في استهداف الشركات الصغيرة ولكنها «انتقلت بشكل مطرد لخدمة الشركات الكبيرة التي يصل عدد موظفيها إلى 1000 موظف». قدمت هاب سبوت طلبًا للاكتتاب العام الأولي لدى لجنة الأوراق المالية والبورصات في 25 أغسطس 2014، مطالبة بإدراجها في بورصة نيويورك تحت رمز المؤشر هوبس (HUBS). في يوليو 2017، استحوذت هاب سبوت على كيمفي، التي تطبق الذكاء الاصطناعي والتعلم الآلي لمساعدة فرق المبيعات. أعلنت الشركة عن إيرادات قدرها 1 مليار دولار في عام 2021.
في فبراير 2021، أفادت دول المحور أن هاب سبوت ستستحوذ على ذا هوستل، وهي شركة رسائل إخبارية للمحتوى والبريد الإلكتروني تركز على أصحاب الأعمال الصغيرة ورجال الأعمال.

## مميزات هاب سبوت
- أدوات تحسين المحتوى
- صفحات هبوط محسنة
- قوالب البريد الإلكتروني
- أتمتة التسويق
- إدارة الزيارات والعملاء المحتملين
- تحليلات
- إدارة وسائل التواصل الاجتماعي